# Stade Anxo-Carro
Le stade Anxo-Carro est un stade de football localisé à Lugo en Espagne.
Le CD Lugo joue ses matchs dans ce stade.
Construit en 1974, le stade peut accueillir 7 840 spectateurs.